# Meligethes umbrosus
Meligethes umbrosus är en skalbaggsart som beskrevs av Sturm 1845. Den ingår i släktet Meligethes och familjen glansbaggar. Trots att arten är livskraftig och reproducerande i både Sverige och Finland, saknar den något svenskt trivialnamn.

## Utbredning
Arten förekommer i Europa från Storbritannien i väster till Polen och Finland i öster, söderut till norra Italien samt till Rumänien och Bulgarien i sydost.
I Sverige finns den framför allt i Götaland, med betoning på Gotland, Öland och Skåne. I Finland förekommer den på ett mindre antal lokaler i sydväst, samt i öster nära Joensuu.
Enligt den finländska rödlistan är arten livskraftig i Finland, även om den var rödlistad som nära hotad mellan 2010 och 2019. Även i Sverige är arten listad som livskraftig.

## Ekologi
Artens livsmiljö är jordbrukslandskap och öppna gräsmarker, där den har påträffats på brunört.